# カッシオ・ホベルト・ハモス
カッシオ・ホベルト・ハモス（Cássio Roberto Ramos、1987年6月6日 - ）は、ブラジル出身のサッカー選手。ポジションはゴールキーパーである。

## 経歴

### クラブ
2004年からグレミオのユースチームに所属し、2006年にトップチームに昇格した。2006年10月26日、フルミネンセ戦でプロデビューを飾った。2007年にオランダのPSVアイントホーフェンに移籍した。
2009年1月、スパルタ・ロッテルダムにレンタル移籍した。
2012年、ブラジルのコリンチャンスに移籍し、コパ・リベルタドーレスおよびFIFAクラブワールドカップ制覇に貢献。後者では数々の好セーブを決め、MVPに当たるゴールデンボールを受賞した。

### 代表
U-20ブラジル代表として2007 FIFA U-20ワールドカップに出場した。2017年11月10日に行われた日本との親善試合で、アリソンとの交代で代表デビューを飾った。
その後は、第3GKの座をネトと争っていたが、最終的には争いを制して2018 FIFAワールドカップのメンバーに選出された。

## 所属クラブ
- グレミオFBPA 2006
- PSVアイントホーフェン 2007-2012

→ スパルタ・ロッテルダム 2009 (loan)
- SCコリンチャンス・パウリスタ 2012-2024
- クルゼイロEC 2024-

## 代表歴

### 出場大会
- ブラジル代表
  - 2018 FIFAワールドカップ

### 試合数
- 国際Aマッチ 1試合 0得点（2017年）[3]

| ブラジル代表 | 国際Aマッチ | 国際Aマッチ |
| 年           | 出場        | 得点        |
| ------------ | ----------- | ----------- |
| 2017         | 1           | 0           |
| 通算         | 1           | 0           |

## タイトル

### クラブ
コリンチャンス
- FIFAクラブワールドカップ：2012
- コパ・リベルタドーレス：2012
- カンピオナート・パウリスタ：2013, 2017, 2018, 2019
- セリエA：2015, 2017

### 代表
ブラジル代表
- コパ・アメリカ：1回 (2019)

### 個人
- FIFAクラブワールドカップ ゴールデンボール：2012
- プレミオ・クラッキ・ド・ブラジレイロン：2015
- ボーラ・ジ・プラッタ：2022